# Cena Bohumila Polana
Cena Bohumila Polana nese jméno knihovníka a literárního kritika Bohumila Polana a uděluje se za významná díla v oblasti poezie a prózy, publikovaná v uplynulém roce, spjatá svým obsahem nebo osobou autora s Plzní nebo plzeňským regionem. Vyhlašuje ji Středisko západočeských spisovatelů na Den poezie 16. listopadu. Návrhy na udělení mohou podávat sami autoři, autorská sdružení, nakladatelé i kulturní instituce.
Cena se uděluje každoročně od roku 2001, kdy ji založilo Středisko západočeských spisovatelů, primátor města Plzně a ZČE a. s.